# Teesside Football League
De Teesside Football League is een Engelse regionale voetbalcompetitie. De hoogste divisie bevindt zich op het 12de niveau in de Engelse voetbalpiramide. De kampioen kan promoveren naar de Wearside League.

## Kampioenen
| - 1891/1892 - Onbekend - 1892/1893 - Onbekend - 1893/1894 - Darlington St Hilda's - 1894/1895 - Middlesbrough Reserves - 1895/1896 - Darlington Reserves - 1896/1897 - Thornaby - 1897/1898 - Thornaby - 1898/1899 - Haverton Hill - 1899/1900 - Haverton Hill - 1900/1901 - Haverton Hill - 1901/1902 - Darlington St Hilda's - 1902/1903 - Thornaby St Patrick's - 1903/1904 - Thornaby St Patrick's - 1904/1905 - South Bank St Peter's - 1905/1906 - Riley Bros (Stockton) - 1906/1907 - Thornaby St Patrick's - 1907/1908 - West Hartlepool Expansion - 1908/1909 - Skinningrove United - 1909/1910 - Eston United - 1910/1911 - Thornaby St Patrick's - 1911/1912 - Ashmore, Benson & Pease - 1912/1913 - Cleveland Chemical Works - 1914/1918 - Stilgelegd voor WOI - 1919/1920 - Haverton Hill - 1920/1921 - Blair And Co. - 1921/1922 - Stillington St John's - 1922/1923 - West Hartlepool Temp - 1923/1924 - Stockton Malleable Inst - 1924/1925 - Normanby Magnesite - 1925/1926 - Stockton Malleable Inst - 1926/1927 - West Hartlepool Peser - 1927/1928 - Normanby Magnesite - 1928/1929 - West Hartlepool Peser - 1929/1930 - West Hartlepool Peser - 1930/1931 - South Bank East End |  | - 1931/1932 - Normanby Magnesite - 1932/1933 - South Bank St Peter's - 1933/1934 - Grangetown St Mary's - 1934/1935 - Lingdale - 1935/1936 - Carlin How - 1936/1937 - South Bank East End - 1937/1938 - South Bank East End - 1938/1939 - Cargo Fleet Athletic - 1939/1940 - South Bank Athletic - 1941/1946 - Stilgelegd voor WOII - 1946/1947 - Port Clarence S.S.C - 1947/1948 - Port Clarence S.S.C - 1948/1949 - Head Wrightson - 1949/1950 - Portrack Shamrocks - 1950/1951 - Ashmore Recreation - 1951/1952 - Billingham Synthonia Reserves - 1952/1953 - Head Wrightson - 1953/1954 - Stockton Amateurs - 1954/1955 - ICI Wilton - 1955/1956 - Portrack Shamrocks - 1956/1957 - Redcar Albion - 1957/1958 - Redcar Albion - 1958/1959 - Redcar Albion - 1959/1960 - Cleveland Mines - 1960/1961 - Cleveland Mines - 1961/1962 - Billingham Synthonia Reserves - 1962/1963 - Billingham Synthonia Reserves - 1963/1964 - Billingham Synthonia Reserves - 1964/1965 - Acklam Steelworks - 1965/1966 - Acklam Steelworks - 1966/1967 - Head Wrightson - 1967/1968 - Head Wrightson - 1968/1969 - Head Wrightson - 1969/1970 - Whinney Banks - 1970/1971 - Winterton Hospital |  | - 1971/1972 - Whinney Banks - 1972/1973 - Teesside Polytechic - 1973/1974 - Cassel Works - 1974/1975 - Hartlepool Boy W.O.B - 1975/1976 - Acklam Steelworks - 1976/1977 - Billingham Social Club - 1977/1978 - Smith's Dock - 1978/1979 - Billingham Social Club - 1979/1980 - Smith's Dock - 1980/1981 - Marske United - 1981/1982 - Hartlepool Athletic - 1982/1983 - Hartlepool Athletic - 1983/1984 - Marske United - 1984/1985 - Hartlepool Boy W.O.B - 1985/1986 - Stockton Town - 1986/1987 - New Marske Sports Club - 1988/1989 - Hemlington Sports Club - 1989/1990 - Nunthorpe Athletic - 1990/1991 - ICI Wilton - 1991/1992 - Billingham Cassel Mall - 1992/1993 - Rowntrees - 1993/1994 - Rowntrees - 1994/1995 - Tees Components - 1995/1996 - Acklam Steelworks - 1996/1997 - Acklam Steelworks - 1997/1998 - Acklam Steelworks - 1998/1999 - Grangetown Boys Club - 1999/2000 - Grangetown Boys Club - 2000/2001 - Acklam Steelworks - 2001/2002 - Grangetown Boys Club - 2002/2003 - Grangetown Boys Club - 2003/2004 - Hartlepool - 2004/2005 - Carlin How - 2005/2006 - Carlin How |